# Коропецький обласний ліцей-інтернат з посиленою військово-фізичною підготовкою
Коропецький ліцей з посиленою військово-фізичною підготовкою — середній навчальний заклад, ліцей з посиленою військово-фізичною підготовкою у Коропці.
Розташування: Тернопільська область, Монастириський район, смт Коропець, вул. Марка Каганця, 3-А

## Історія
Великою подією для Коропця стало заснування у 1958 році школи-інтернату. Спочатку школа мала назву: загальноосвітня школа-інтернат.
У 1978 році на основі загальноосвітньої школи-інтернату звичайного типу було створено Коропецьку обласну восьмирічну школу-інтернат, яка у 1985 році була реорганізована в Коропецьку середню школу-інтернат для дітей-сиріт і дітей, які залишилися без піклування батьків (рішення управління освіти Тернопільського облвиконкому № 197 від 1 липня 1985 року). Таку назву і статус школа носила до 1 вересня 2001 року. З цього часу вона має назву обласної комунальної середньої школи-інтернату для дітей-сиріт і дітей, які залишилися без піклування батьків.
За 51 рік існування школи-інтернату свідоцтва про базову середню освіту одержали 1807 учнів, 1254 юнакам і дівчатам вручено атестати зрілості, з них 25 чоловік було нагороджено золотими медалями, 29 вихованцям вручені срібні медалі, а 208 школярів відзначено Похвальними грамотами.
З 21 вересня 2009 року школу-інтернат реорганізовано в Коропецький обласний ліцей-інтернат з посиленою військово-фізичною підготовкою (рішення сесії Тернопільської обласної ради від 18 червня 2009 року № 647).

## Керівництво
- в.о. начальника ліцею Плаксій Микола Ярославович
- заступник начальника з навчальної роботи Грабовський Михайло Михайлович
- Заступник начальника з виховної роботи Николин Мирослава Михайлівна